# Сенявин, Сергей Сергеевич
Сенявин Сергей Сергеевич (19 октября 1817, Калужская губерния — 7 мая 1866) — офицер Российского императорского флота, участник Крымской войны, Обороны Севастополя, Георгиевский кавалер, капитан 1 ранга.

## Биография

### Происхождение
Сергей Сергеевич Сенявин происходил из дворянского рода Сенявиных Калужской губернии. Родился 7 октября 1817 года в семье морского офицера капитана 2 ранга в отставке Сергея Николаевича Сенявина (ум. 1818) и его жены Марии Яковлевны (урожденная Станкевич), дочери польского шляхтича Якова Станкевича. В семье было восемь детей: шесть дочерей и два сына — Константин (1810 — до 1843) и Сергей, которые продолжили профессию отца и своего родного дяди Командующего Балтийским флотом адмирала Д. Н. Сенявина, и стали морскими офицерами.

### Служба
6 марта 1828 года поступил в Морской корпус кадетом. 7 января 1837 года произведён в гардемарины. Проходил корабельную практику на линейных кораблях «Кульм» и «Святой Георгий Победоносец», крейсировал в Балтийском море. 23 декабря 1837 года, после окончания Морского корпуса, произведён в мичманы с назначением на Черноморский флот во 2-й учебный морской экипаж в Николаеве.
В 1838 году на линейном корабле «Силистрия» плавал у кавказских берегов поддерживая пункты Черноморской береговой линии. 25 мая участвовал в высадке десанта, основавшего Вельяминовское укрепление в устье реки Туапсе «при занятии местечка Туапсе», 22 июля — в высадке десантов, основавших Тенгинское укрепление в устье реки Шапсухо, а 24 сентября — в высадке десанта в Цемесской бухте, за что был награжден орденом Святой Анны 4-й степени с надписью «За храбрость». В 1839—1941 годах крейсировал на линейном корабле «Султан-Махмуд», принимал участие в высадке десантов: 15 мая в устье реки Субаши, а 19 июля — в устье реки Псезуапсе. Высадившиеся десанты основали Головинское и Лазаревское укрепления соответственно. Затем на тендере «Лёгкий» участвовал в гидрографических работах у восточного берега Черного моря. В 1842 году на корабле «Селафаил» плавал с десантом между Севастополем и Одессой, после чего на корабле «Силистрия» крейсировал в Черном море. 11 апреля 1843 года произведён в лейтенанты.
26 апреля 1844 года «уволен от службы для определения к статским делам». В 1848 году вновь принят на службу в Черноморский флот. В 1850—1851 годах служил на корвете «Пилад», перешел из Одессы в Константинополь, и обратно. В 1852 году назначен командиром транспорта «Рион», на котором плавал по черноморским портам. В 1853 году командовал тендером «Скорый» на севастопольском рейде.

### Участие в Крымской войне
В 1854 году на линейном корабле «Великий князь Константин» был на севастопольском рейде при обороне Севастополя. С 13 сентября лейтенант 41-го флотского экипажа Сенявин находился в составе гарнизона Севастополя на 4-м отделении оборонительной линии, командовал батареей № 17 («батарея Сенявина»), которая прикрывала правый фланг Малахова кургана. Отличился в первую бомбардировку Севастополя. 8 октября был контужен в голову, 20 октября снова был контужен в лицо, в правое плечо и ногу. Вернулся в строй 20 ноября
В ноябре 1854 года Походная Дума Георгиевских кавалеров, рассмотрела представление начальника 4-й дистанции контр-адмирала В. И. Истомина на Сергея Сенявина, и признала его достойным ордена Святого Георгия 4-й степени. В представлении отмечалось: «Назначен на нижнюю 9-ти пушечную батарею командиром после двух раненых начальников оной. 6 октября образцовым действием своей артиллерии заставил к вечеру замолчать неприятельские орудия, исключая трех; вред, нанесенный его батареею неприятелю, был так действителен, что он должен был употребить большие усилия и значительное время для поправки своей батареи». 6 декабря 1854 года Высочайшим указом был награждён орденом Святого Георгия 4-й степени (№ 9548) «в воздаяние отличной храбрости и мужества, оказанных во время бомбардирования г. Севастополя англофранцузскими войсками и флотом». Тем же числом произведён за отличие в капитан-лейтенанты.
5 марта 1855 года был назначен комендантом передового укрепления Малахова кургана — Камчатским люнетом, в строительстве которого принимали участие солдаты Камчатского егерского полка. 7 марта 1855 года в районе Камчатского люнета был контужен в правую руку тем же ядром, что оторвало голову контр-адмиралу В. И. Истомину. 21 марта Сенявин вновь был ранен и контужен, после чего был отправлен в госпиталь и далее в обороне Севастополя не участвовал. За героизм при защите Камчатского люнета награждён Золотой саблей с надписью «За храбрость».
В 1856, 1858 и 1859 годах командовал шхуной «Новороссийск», крейсировал у абхазских берегов. В 1860 и 1861 годах командовал винтовым транспортом «Воин», на котором плавал по черноморским портам, поступил в состав 3-го сводного черноморского флотского экипажа. 1 января 1862 года был произведён в капитаны 2 ранга. В 1862 и 1863 годах командовал брандвахтенным транспортом «Портица» в Керченском проливе. 27 декабря 1864 года зачислен в резерв по флоту с производством в капитаны 1 ранга.
Умер Сергей Сергеевич Сенявин 25 апреля 1866 года.

## Семья
Сергей Сергеевич Сенявин был женат на Эмилии Людвиговне (рожд. 1830), дочери первого гражданского городского архитектора г. Николаева Людвига Антоновича Опацкого. Семья проживала в Николаеве на Наваринской улице в доме № 19 (новый номер — 25).
В браке 3 мая 1852 года родился сын Лев, выслуживший ранг генерал-лейтенанта кавалерии, умер 9 февраля 1913 года.

## Память
Имя Сергея Сергеевича Сенявина увековечено на мраморной плите в верхней церкви собора Святого Равноапостольного князя Владимира, где нанесены имена 72 офицеров Морского ведомства, кавалеров ордена Святого Георгия с доблестью защищавших Отечество в период Крымской войны 1853—1856 годов.
В Севастополе на Малаховом кургане, справа от Оборонительной башни, расположено памятное место батареи № 17 Сенявина, которое обозначено чугунной табличкой с надписью на невысоком постаменте, табличка установлена во время реконструкции Малахового кургана в 1958 году. Справа и слева от таблички располагаются орудия, найденные на Малаховом кургане